# 新子安車站
新子安車站（日语：／ Shin-koyasu eki */?）位於日本神奈川縣橫濱市神奈川區子安通2丁目，是東日本旅客鐵道（JR東日本）的鐵路車站。
此站路線在軌道名稱上是東海道本線（詳情參見路線條目鐵道路線的名稱），停靠的運行系統是行駛電車線的京濱東北線列車。旅客指南不使用「東海道（本）線」。依據特定都區市內，本站屬於「橫濱市內」。

## 歷史
新子安站於1943年在鶴見和東神奈川之間開業，主要服務附近區域的通勤乘客。由於當時是二次世界大戰末期，日本缺乏資源，因此新子安站開業時的設備都是較早前廢除的中央本線萬世橋的備用品。
- 1943年（昭和18年）11月1日－車站開業（只開設客運服務），為京濱東北線的專用站。
- 1963年（昭和38年）11月9日－在本站與鶴見之間的瀧坂不動平交道發生三列火車相撞的嚴重意外，造成161人死亡、120人受傷，世稱「鶴見事故」，為日本國鐵戰後五大事故之一。
- 1987年（昭和62年）4月1日－國鐵分割民營化，車站由JR東日本接手經營。
- 2001年（平成13年）11月18日－智能卡Suica正式投入服務。
- 2006年（平成18年）3月1日－安裝了劃位車票售賣機以後，原有的售票處停止服務。
- 2013年（平成25年）6月1日 - 業務委託化[1]。

## 車站構造
新子安車站是地面車站，月台採1座島式月台2線設計，經過地下通道連接同樣位於地面的站房。2008年9月，車站月台增設長椅，並設置具有空調的候車室。
付費區內有立食蕎麥麵店，剪票口外有NewDays mini便利店。
京急新子安站入口距離剪票口約50公尺左右。
本站是東神奈川站管理的業務委託站（委託JR東日本車站服務）。綠色窗口已於2006年2月結束營業，現在需設有指定席售票機與短距離自動售票機。

### 月台配置
| 月台 | 路線       | 方向 | 目的地                     |
| ---- | ---------- | ---- | -------------------------- |
| 1    | 京濱東北線 | 南行 | 往橫濱、櫻木町、洋光台方向 |
| 2    | 京濱東北線 | 北行 | 往東京、上野、大宮方向     |

（來源：JR東日本:車站構內圖 （页面存档备份，存于））
2008年11月19日起，往南（橫濱方向）的停止位置目標往東京方向移動14公尺。從此全部的乘車口都在屋頂下。

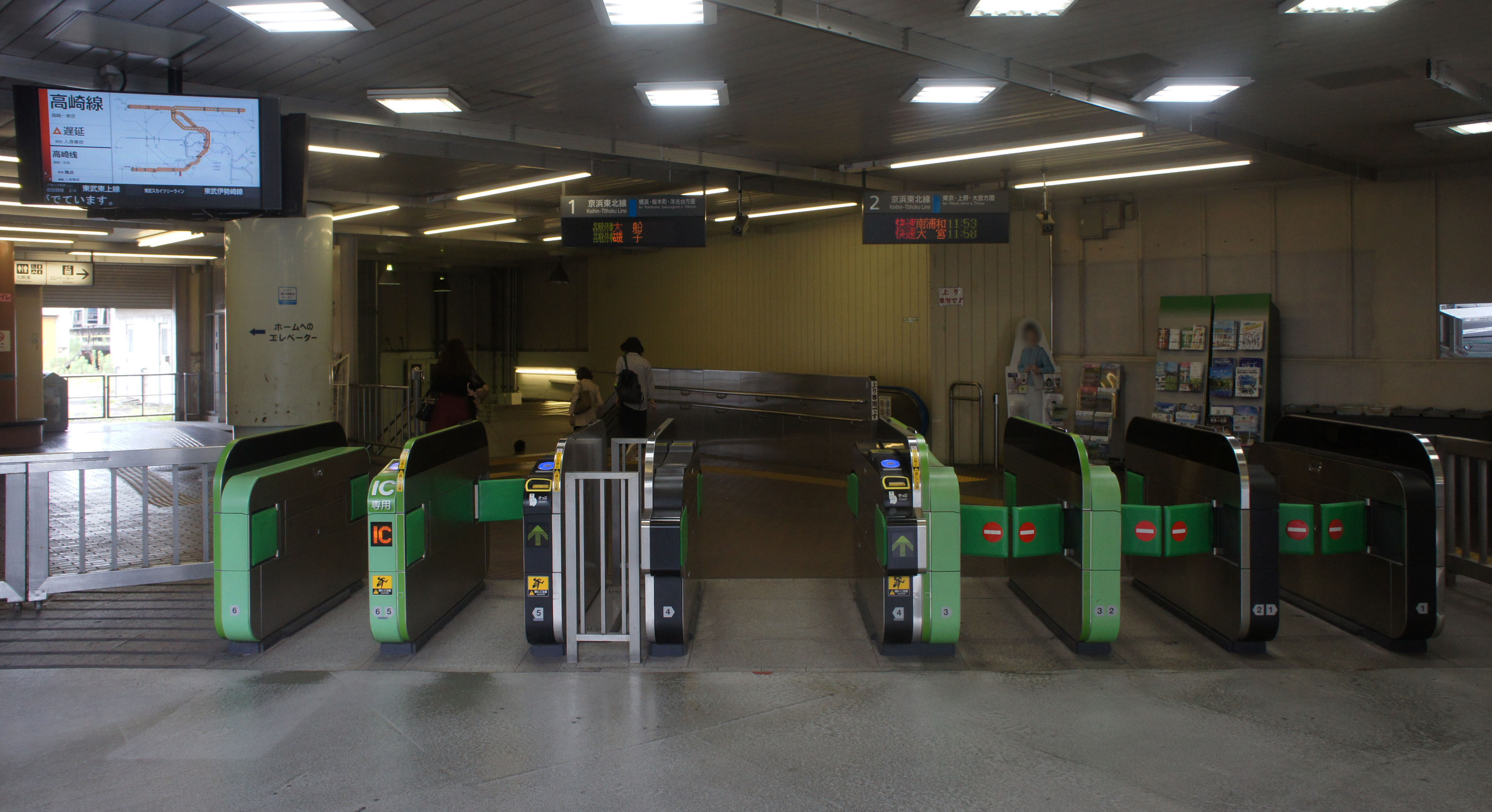
閘口（2019年6月）
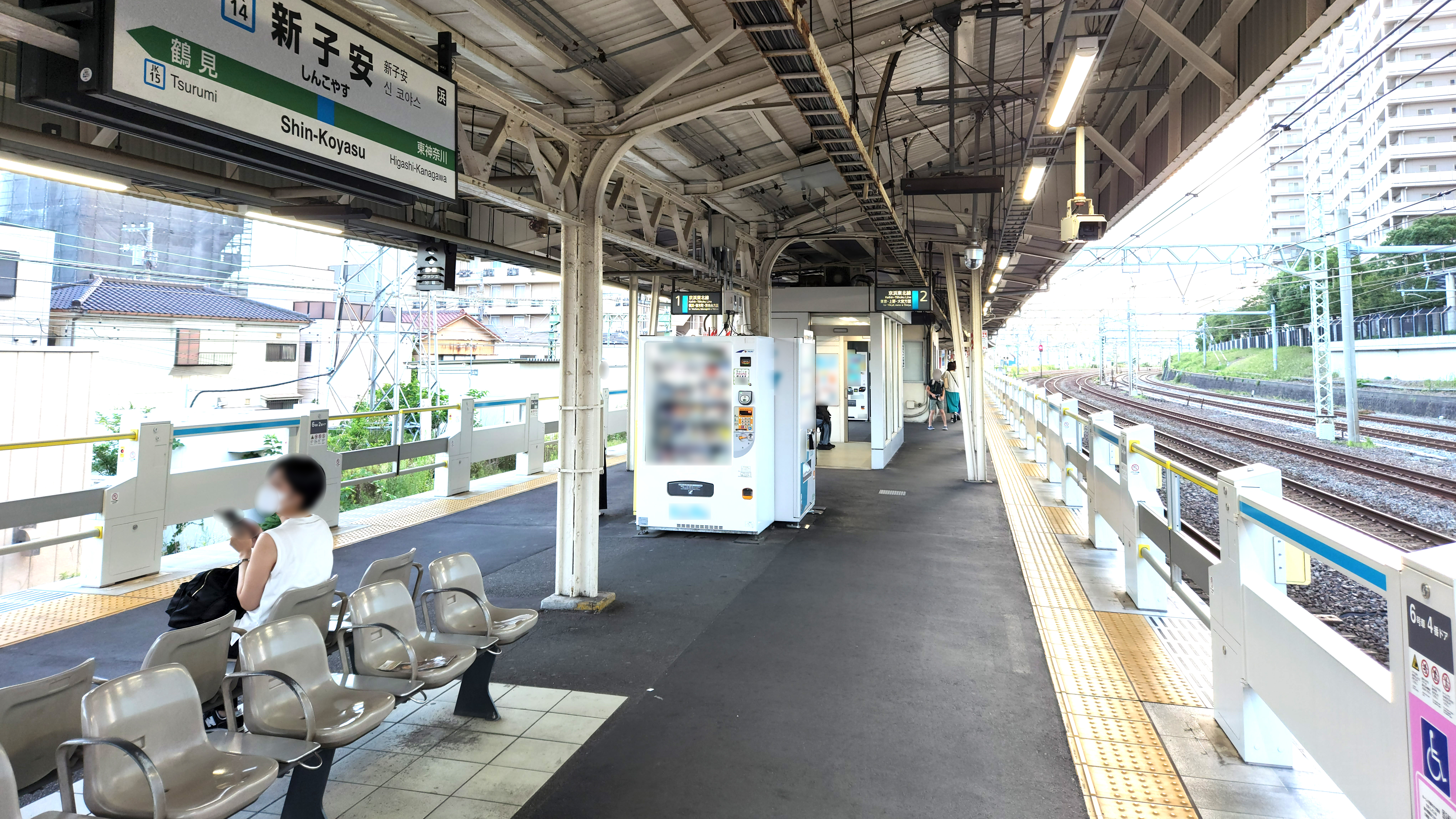
月台（2022年7月）

### 發車音樂
| 1 | JK | 「Verde Rayo」  |
| 2 | JK | 「Water Crown」 |

- 本站是京濱東北、根岸線中最晚更新はATOS型廣播的車站。

## 使用情況
2019年（令和元年）度1日平均上車人次為23,894人。在京濱東北線車站中僅高於上中里站。
| 年度               | 1日平均 上車人次 | 來源     |
| ------------------ | ---------------- | -------- |
| 1991年（平成03年） | 18,449           |          |
| 1992年（平成04年） | 18,167           |          |
| 1993年（平成05年） | 17,473           |          |
| 1994年（平成06年） | 17,104           |          |
| 1995年（平成07年） | 17,497           | [ * 1 ]  |
| 1996年（平成08年） | 17,665           |          |
| 1997年（平成09年） | 17,367           |          |
| 1998年（平成10年） | 17,377           | [ * 2 ]  |
| 1999年（平成11年） | 17,492           | [ * 3 ]  |
| 2000年（平成12年） | 17,812           | [ * 3 ]  |
| 2001年（平成13年） | 20,072           | [ * 4 ]  |
| 2002年（平成14年） | 20,145           | [ * 5 ]  |
| 2003年（平成15年） | 20,674           | [ * 6 ]  |
| 2004年（平成16年） | 20,361           | [ * 7 ]  |
| 2005年（平成17年） | 20,185           | [ * 8 ]  |
| 2006年（平成18年） | 20,299           | [ * 9 ]  |
| 2007年（平成19年） | 20,622           | [ * 10 ] |
| 2008年（平成20年） | 20,488           | [ * 11 ] |
| 2009年（平成21年） | 20,711           | [ * 12 ] |
| 2010年（平成22年） | 21,087           | [ * 13 ] |
| 2011年（平成23年） | 20,536           | [ * 14 ] |
| 2012年（平成24年） | 21,083           | [ * 15 ] |
| 2013年（平成25年） | 21,926           | [ * 16 ] |
| 2014年（平成26年） | 21,589           | [ * 17 ] |
| 2015年（平成27年） | 22,551           | [ * 18 ] |
| 2016年（平成28年） | 22,934           | [ * 19 ] |
| 2017年（平成29年） | 23,451           | [ * 20 ] |
| 2018年（平成30年） | 23,842           |          |
| 2019年（令和元年） | 23,894           |          |

## 車站周邊
周邊是非常複雜的立體地形。車站建物被北側的京濱東北線等JR各線線路、以及南側的京急線路包圍，剪票口附近上空有名為「神奈川產業道路」的幹線道路通過。

### 北側
JR各線線路前方是站前開發區域「Ortho Yokohama」（オルトヨコハマ），設有站前圓環供路線巴士停靠。繼續往西北是國道1號。

### 南側
有京濱急行本線通過，往前20公尺左右即為京急新子安站。前往京急新子安站可利用行人天橋或地面直接前往，行人天橋設有電梯與斜坡等無障礙設施。
京急新子安站的地面入口前為站前圓環與產業道路連絡道（環狀橋），再往南有國道15號與首都高速神奈川1號橫羽線子安出入口。其南側是大型工業區，包括JVC建伍本社與日產汽車工廠、JXTG能源橫濱製造所、京濱急行巴士新子安營業所等。

### 東側
過天橋往東走有神奈川縣內知名的升學名校淺野中學校、高等學校。

### 西側
站房西側有階梯連通「神奈川產業道路」路橋的步道部分。

## 巴士路線
橫濱市營巴士
- 站前周邊有3處巴士站。

新子安站西口（Ortho Yokohama）
| 乘車處 | 系統 | 主要行經地                                         | 目的地               |
| ------ | ---- | -------------------------------------------------- | -------------------- |
| 1      | 19   |                                                    | 新子安站前           |
| 2      | 38   | 瀧坂、安養寺前                                     | 鶴見站西口           |
| 3      | 38   | 大口站東口、菊名橋、六角橋、東白樂、東神奈川站西口 | 橫濱站西口           |
| 3      | 213  | 大口站東口、西寺尾之丘公園、駒形天滿宮下           | 【循環】新子安站西口 |

新子安站前（京急新子安站前圓環）
| 乘車處 | 系統 | 主要行經地           | 目的地             | 備註           |
| ------ | ---- | -------------------- | ------------------ | -------------- |
| 1      | 19   | 生麥、新興站前、寶町 | 【循環】新子安站前 | 平日傍晚、夜間 |
| 2      | 19   | 寶町、新興站前、瀧坂 | 【循環】新子安站前 | 僅早晨         |
| 2      | 19   | 寶町、新興站前       | 生麥               | 主要在白天     |

新子安（國道15號上）
| 乘車處 | 系統 | 主要行經地           | 目的地             |
| ------ | ---- | -------------------- | ------------------ |
| 東側   | 19   |                      | 【循環】新子安站前 |
| 東側   | 86   | 新町、神奈川警察署前 | 橫濱站             |
| 西側   | 86   | 瀧坂                 | 生麥               |

## 相鄰車站
東日本旅客鐵道
 京濱東北線
■快速、■各站停車
鶴見（JK 15）－新子安（JK 14）－東神奈川（JK 13）

### 使用情況
1. ↑  横浜市統計書 （页面存档备份，存于） - 横浜市

JR東日本2000年度以後上車人次
1. ↑  各駅の乗車人員（2000年度） （页面存档备份，存于） - JR東日本
2. ↑  各駅の乗車人員（2001年度） （页面存档备份，存于） - JR東日本
3. ↑  各駅の乗車人員（2002年度） （页面存档备份，存于） - JR東日本
4. ↑  各駅の乗車人員（2003年度） （页面存档备份，存于） - JR東日本
5. ↑  各駅の乗車人員（2004年度） （页面存档备份，存于） - JR東日本
6. ↑  各駅の乗車人員（2005年度） （页面存档备份，存于） - JR東日本
7. ↑  各駅の乗車人員（2006年度） （页面存档备份，存于） - JR東日本
8. ↑  各駅の乗車人員（2007年度） （页面存档备份，存于） - JR東日本
9. ↑  各駅の乗車人員（2008年度） （页面存档备份，存于） - JR東日本
10. ↑  各駅の乗車人員（2009年度） （页面存档备份，存于） - JR東日本
11. ↑  各駅の乗車人員（2010年度） （页面存档备份，存于） - JR東日本
12. ↑  各駅の乗車人員（2011年度） （页面存档备份，存于） - JR東日本
13. ↑  各駅の乗車人員（2012年度） （页面存档备份，存于） - JR東日本
14. ↑  各駅の乗車人員（2013年度） （页面存档备份，存于） - JR東日本
15. ↑  各駅の乗車人員（2014年度） （页面存档备份，存于） - JR東日本
16. ↑  各駅の乗車人員（2015年度） （页面存档备份，存于） - JR東日本
17. ↑  各駅の乗車人員（2016年度） （页面存档备份，存于） - JR東日本
18. ↑  各駅の乗車人員（2017年度） （页面存档备份，存于） - JR東日本
19. ↑  各駅の乗車人員（2018年度） （页面存档备份，存于） - JR東日本
20. ↑  各駅の乗車人員（2019年度） （页面存档备份，存于） - JR東日本

神奈川縣縣勢要覽
1. ↑  線区別駅別乗車人員（1日平均）の推移PDF - 17ページ
2. ↑  神奈川県県勢要覧（平成12年度） - 220ページ
3. 1 2  神奈川県県勢要覧（平成13年度）PDF - 222ページ
4. ↑  神奈川県県勢要覧（平成14年度）PDF - 220ページ
5. ↑  神奈川県県勢要覧（平成15年度）PDF - 220ページ
6. ↑  神奈川県県勢要覧（平成16年度）PDF - 220ページ
7. ↑  神奈川県県勢要覧（平成17年度）PDF - 222ページ
8. ↑  神奈川県県勢要覧（平成18年度）PDF - 222ページ
9. ↑  神奈川県県勢要覧（平成19年度）PDF - 224ページ
10. ↑  神奈川県県勢要覧（平成20年度）PDF - 228ページ
11. ↑  神奈川県県勢要覧（平成21年度）PDF - 238ページ
12. ↑  神奈川県県勢要覧（平成22年度）PDF - 236ページ
13. ↑  神奈川県県勢要覧（平成23年度）PDF - 236ページ
14. ↑  神奈川県県勢要覧（平成24年度）PDF - 232ページ
15. ↑  神奈川県県勢要覧（平成25年度）PDF - 234ページ
16. ↑  神奈川県県勢要覧（平成26年度）PDF - 236ページ
17. ↑  神奈川県県勢要覧（平成27年度）PDF - 236ページ
18. ↑  神奈川県県勢要覧（平成28年度）PDF - 244ページ
19. ↑  神奈川県県勢要覧（平成29年度）PDF - 236ページ
20. ↑  神奈川県県勢要覧（平成30年度）PDF - 220ページ

## 外部連結
- 車站資訊（新子安）：東日本旅客鐵道